# Kazakovka
Kazakovka (en rus: Казаковка) és un poble de l'óblast de Lípetsk, a Rússia, que en el cens del 2010 tenia 25 habitants. Pertany al districte rural d'Izmàlkovo.